# 7-й Северокаролинский пехотный полк
7-й Северокаролинский пехотный полк (7th North Carolina Infantry Regiment) — представлял собой один из пехотных полков армии Конфедерации во время Гражданской войны в США. Полк сражался в составе Северовирджинской армии, прошел все сражения на востоке, участвовал в «атаке Пикетта» и сдался 25 апреля 1865 года в Беннет-Плейс.

## Формирование
Полк был сформирован в августе 1861 года в Кэмп-Мэйсон в северокаролинском округе Аламанс. Его роты были набраны в округах Айрделл, Алегзандер, Кабеарус, Рован, Нью-Хановер, Мекленберг, Нэш и Уэйк. Первым командиром полка стал Рейберн Кэмпбелл, выпускник академии Вест-Пойнт (выпуск 1840 года) и ветеран Мексиканской войны. Подполковником стал Эдвард Грэхем Хейвуд из округа Уэйк, а майором — Э. Д. Холл. Полковник Кэмпбелл сразу признался, что едва ли ему хватит опыта, чтобы командовать тысячей рядовых, но он постарается контролировать как минимум 40 офицеров.
21 августа 1861 года полк был официально принят на службу штатом Северная Каролина и рядовым было определено жалованье в 15 долларов. Полк насчитывал 10 рот:
- Рота А кап. Хилл (округа Айрделл и Алегзандер)
- Рота В, кап. Янг (округ Кабеарус)
- Рота С, кап. МакРаэ (округ Нью-Хановер)
- Рота D, кап. Уильям Дэвидсон (округ Мекленберг)
- Рота E, кап. Тейлор (округ Нэш)
- Рота F, кап. Тёрнер (округ Роуэн)
- Рота G, кап. Хирим Уитерспун (округ Уэйк)
- Рота Н кап. Харрис (округ Кабарус)
- Рота I кап. Джеймс МакОулей (округ Айрделл)
- Рота J кап. Мартин Пиплс (округ Алегзандер)

30 августа полк был принят в армию Конфедерации.

## Боевой путь
Зиму полк провёл на побережье Северной Каролины, в марте был направлен к Нью-Берну, где 14 марта участвовал в сражении при Нью-Берне, которое стало его боевым крещением (потеряно 51 человек). После сражения полк был отведён к Кингстону и 31 марта включён в только что сформированную бригаду Лоуренса Брэнча вместе с 37-м, 18-м, 28-м и 33-м северокаролинскими полками. Майор Холл стал полковником 46-го северокаролинского полка, и его заменил Хилл, капитан рота А. 4 мая полк был направлен по железной дороге в Голодсборо, оттуда — в Гордонсвилл, где простоял до 16 мая, откуда бригаду собирались направить в долину Шенандоа, но в итоге было решено разместить её у Хановер-Кортхууз.
27 мая полк вместе с бригадой Брэнча сражался с V федеральным корпусом в сражении при Хановер-Кортхаус, а затем прошёл сражения Семидневной Битвы, где бригада Брэнча была частью знаменитой «Лёгкой дивизии» генерала Эмброуза Хилла. Во время сражения при Гейнс-Милл полковник Кэмпбелл лично возглавил атаку полка и был убит шрапнелью. был также ранен подполковник Грэхам Хэйвуд, и полк временно возглавил майор Джуниус Хилл. После сражения в знамени полка насчитали 32 дыры от пуль. 27 июня подполковник Хэйвуд был повышен в звании до полковника и возглавил полк. 29 июня он командовал полком в сражении при Глендейле, где было потеряно 4 человека (из них 1 — убит). 1 июля во время сражения при Малверн-Хилл бригада Брэнча стояла в резерве и не вводилась в бой.
В ходе Семидневной битвы полк потерял 253 человека из 450.
29 июля, после окончания кампании на полуострове, полк был отправлен по железной дороге в Гордонсвилл, чтобы со всей дивизией Хилла усилить отряд Томаса Джексона в северной Вирджинии. 9 августа полк участвовал в сражении у Кедровой Горы, наступая в авангарде дивизии Хилла. Только 1 человек был убит и 1 ранен. После нескольких мелких перестрелок полк участвовал в рейде Джексона на Манассас, прибыл на станцию Бристо 26 августа, а к утру 28 августа занял позиции на Каменистом Хребте, на левом фланге армии Джексона. В тот день началось второе сражение при Булл-Ран. 28 августа на участке бригады Брэнча серьезных боев не было, но 29 августа полк участвовал в отражении сильной федеральной атаки. Был ранен полковник Хэйвуд и его место занял капитан МакРаэ. При Булл-Ран полк потерял 7 человек убитыми и 60 ранеными.
1 сентября полк участвовал в сражении при Шантильи, где погибло 8 человек и было ранено 17. Тяжелое ранение получил капитан МакРаэ, и его сменил Нокс, капитан роты А.
В сентябре полк участвовал в Мэрилендской кампании. Он перешел Потомак в полдень 4 сентября, 6 сентября вошел во Фредерик, где простоял в лагере несколько дней. Здесь в полк пришло пополнение в количестве 130 рядовых. Вместе с дивизией Хилла полк участвовал в осаде Харперс-Ферри, где потерял 1 человека убитым и 3 ранеными. 15 сентября Харперс-Ферри сдался. Здесь полк поменял свои старые гладкоствольные мушкеты «Спрингфилд» на трофейные нарезные «Спрингфилды». Утром 17 сентября Брэнч отправил бригаду к Шарпсбергу, где 7-й северокаролинский успел принять участие в сражении при Энтитеме, потеряв 9 человек убитыми и 43 ранеными. В самом конце боя погиб бригадный командир Брэнч, и командование бригадой принял Джеймс Лэйн.